# Cantón de Bourg-lès-Valence
El cantón de Bourg-lès-Valence era una división administrativa francesa, que estaba situada en el departamento de Drôme y la región de Ródano-Alpes.

## Composición
El cantón estaba formado por dos comunas:
- Bourg-lès-Valence
- Saint-Marcel-lès-Valence

## Supresión del cantón de Bourg-lès-Valence
En aplicación del Decreto nº 2014-191 de 20 de febrero de 2014, el cantón de Bourg-lès-Valence fue suprimido el 22 de marzo de 2015 y sus 2 comunas pasaron a formar parte del nuevo cantón de Valence-1.